# Ceron
Ceron（せろん）とは、株式会社クリエ14が運営するTwitterまとめサイトである。

## 概要
ニュースサイトに反応したツイートを引用して成り立つニュースサイトである。メインページはニュースサイトの形式となっており、全てTwitter上のツイートである。